# Hinojosa del Campo
Hinojosa del Campo település Spanyolországban, Soria tartományban. Hinojosa del Campo Pozalmuro, Ólvega, Noviercas, Pinilla del Campo és Tajahuerce községekkel határos. Lakosainak száma 25 fő (2024).

## Népesség
A település népessége az elmúlt években az alábbi módon változott:
| Lakosok száma | 48   | 41   | 36   | 33   | 32   | 33   | 33   | 31   | 26   | 25   |
|               | 2001 | 2004 | 2007 | 2009 | 2012 | 2014 | 2017 | 2019 | 2022 | 2024 |